# Lejdy
Lejdy (niem. Legden) – wieś w Polsce położona w województwie warmińsko-mazurskim, w powiecie bartoszyckim, w gminie Bartoszyce. W latach 1975–1998 miejscowość administracyjnie należała do województwa olsztyńskiego.
Wieś wymieniona w dokumentach po raz pierwszy w 1341 roku. W dokumentach nazwa wsi zapisywana była jako Lejda (1341), Leiden (1595), Loyden (1785), oraz Legden (do 1945 r.). 
W 1889 r. Lejdy były folwarkiej należącym do majątku w Bezledach i należały do rodziny von Oldenburgów. W 1933 we wsi było 568 mieszkańców, w 1939 r. – 554 mieszkańców.
W 1978 r. we wsi było 20 indywidualnych gospodarstw rolnych, uprawiających 179 ha ziemi. W 1983 r. we wsi było 15 domów z 80 mieszkańcami.